# Cyril Morency
Pour les articles homonymes, voir Morency.
Cyril Morency, né le 14 juin 1991 à Paris, est un joueur de handball français évoluant au poste d'arrière gauche.

## Biographie
Fils d'un père martiniquais, Jean-Yves, ancien handballeur en Martinique, frère de Jean-Frédéric Morency, basketteur professionnel au sein du club du CSP Limoges, et de Romuald Morency, basketteur professionnel au club de la JA Vichy-Clermont, Cyril Morency a fait ses débuts en 2006 au centre de formation du Fenix Toulouse Handball avant de signer son premier contrat professionnel en 2013.
En mars 2018, après 12 ans à Toulouse, il est le joker médical du Limoges Hand 87, club évoluant en Proligue. 
Il joue son dernier avec Limoges le 28 novembre 2018, et est  contraint d'arrêter sa carrière à 28 ans seulement à cause de séquelles d'un dos trop fragilisé.

## Palmarès
- Finaliste de la Coupe de la Ligue en 2014-2015 avec le Fenix Toulouse Handball